# Filarmónica de Luxemburgo
La Filarmónica de Luxemburgo es una sala de conciertos situada en la meseta de Kirchberg, en la ciudad de Luxemburgo. Inaugurada en 2005, ahora acoge a 400 actuaciones cada año y es una de las principales salas de conciertos de Europa. En 1997, el proyecto de Christian de Portzamparc fue seleccionado al final de la competición internacional de arquitectura puesta en marcha por la Administración de Edificios Públicos. Los trabajos de construcción de la nueva sala de conciertos se llevaron a cabo entre la primavera de 2002 y el verano de 2005.